# Saint-Frézal-d’Albuges
Saint-Frézal-d’Albuges ist eine französische Gemeinde mit 61 Einwohnern (Stand: 1. Januar 2022) im Département Lozère in der Region Okzitanien. Die Gemeinde gehört zum Arrondissement Mende und zum Kanton Grandrieu. Die Einwohner werden Saint-Frézaliens genannt.

## Geographie
Saint-Frézal-d’Albuges liegt im Gebirgsmassiv der Cevennen. Hier entspringen der Allier und der Chassezac. Umgeben wird Saint-Frézal-d’Albuges von den Nachbargemeinden 
- Montbel im Norden und Nordwesten,
- Chaudeyrac im Norden, Cheylard-l’Évêque im Nordosten,
- Mont Lozère et Goulet mit Chasseradès im Osten und Belvezet im Süden und Westen.

## Bevölkerungsentwicklung
| Jahr                       | 1962 | 1968 | 1975 | 1982 | 1990 | 1999 | 2006 | 2018 |
| -------------------------- | ---- | ---- | ---- | ---- | ---- | ---- | ---- | ---- |
| Einwohner                  | 103  | 92   | 79   | 62   | 56   | 42   | 47   | 66   |
| Quellen: Cassini und INSEE |      |      |      |      |      |      |      |      |

## Sehenswürdigkeiten
- romanische Kirche Saint-Frézal aus dem 12./13. Jahrhundert, seit 1984 Monument historique

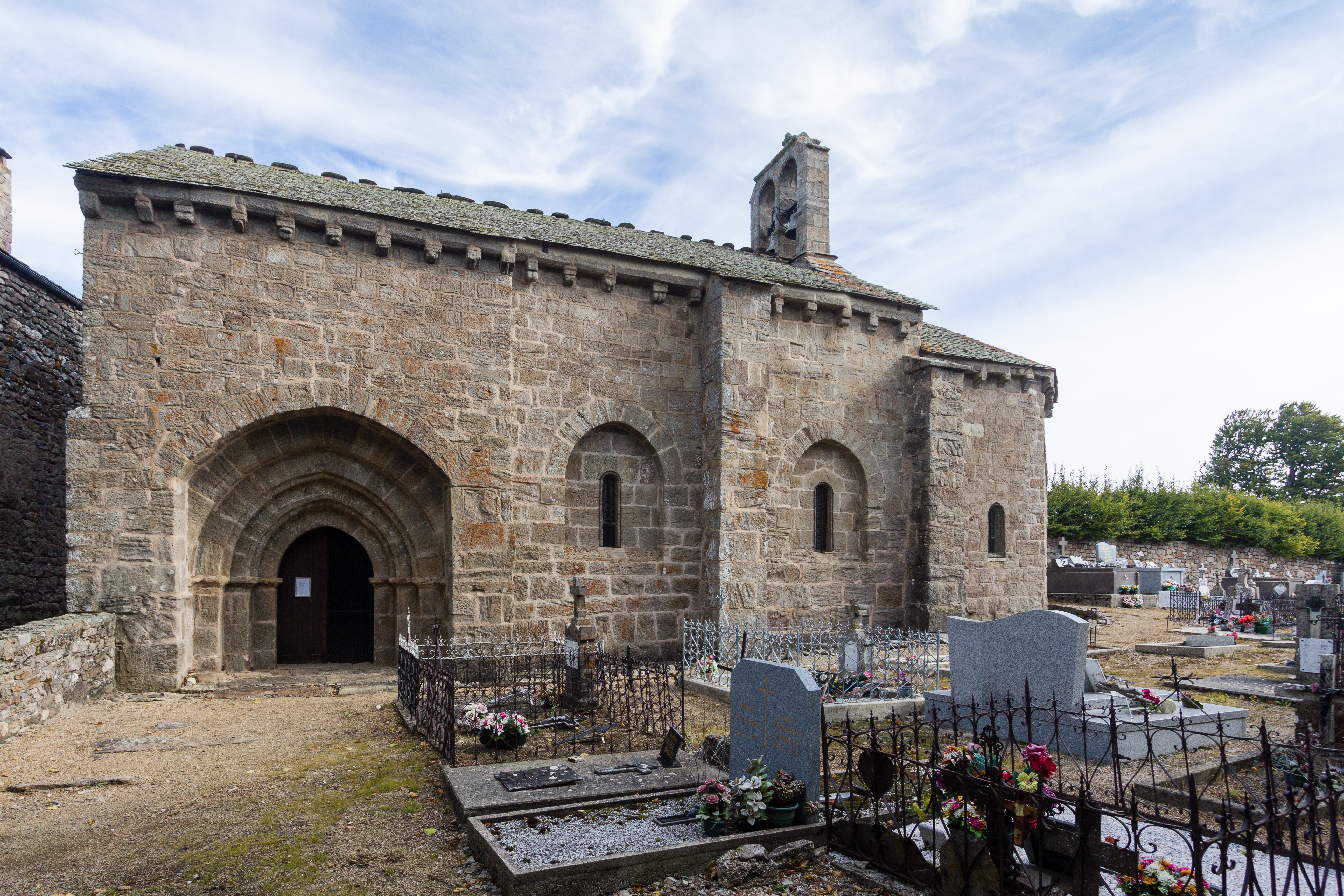
Kirche Saint-Frézal